# Beyond the Season
| Оценки критиков               | Оценки критиков |
| Источник                      | Оценка          |
| ----------------------------- | --------------- |
| About.com                     | [ 1 ]           |
| Allmusic                      | [ 2 ]           |
| Entertainment Weekly          | C+              |
| Q                             | [ 4 ]           |
| Robert Christgau              | [ 5 ]           |
| The Rolling Stone Album Guide | [ 6 ]           |

Beyond the Season — первый праздничный (рождественский) альбом американского кантри-певца Гарта Брукса, выпущенный 25 августа 1992 года. К ноябрю 2014 года тираж альбома превысил 2,650,000 копий в США и он стал 17-м рождественским бестселлером в эру подсчёта SoundScan (с марта 1991).
15 ноября 1995 года Beyond the Season был сертифицирован в 3-кратном платиновом статусе ассоциацией Recording Industry Association of America (RIAA) за тираж в 3 млн копий в США.

## Список композиций
1. «Go Tell It on the Mountain» (John Wesley Work, Jr., Traditional) — 3:30
2. «God Rest Ye Merry, Gentlemen» (Traditional) — 2:34
3. «The Old Man’s Back in Town» (Garth Brooks, Randy Taylor, Larry Bastian) — 2:34
4. «The Gift» (Stephanie Davis) — 4:45
5. «Unto You This Night» (Rex Benson, Steve Gillette) — 3:46
6. «White Christmas» (Irving Berlin) — 2:55
7. «The Friendly Beasts» (Traditional) — 3:32
8. «Santa Looked a Lot Like Daddy» (Buck Owens, Don Rich) — 2:29
9. «Silent Night» (Stille Nacht, heilige Nacht) (Franz Xaver Gruber, Joseph Mohr) — 3:46
10. «Mary’s Dream» (Mark Casstevens, Bobby Wood) — :50
11. «What Child Is This?» (William Chatterton Dix, Traditional) — 3:27

## Участники записи
- Гарт Брукс — гитара, вокал
- Mark Casstevens — гитара
- Chris Leuzinger — электрогитара
- Bruce Bouton — гитара
- Rob Hajacos — скрипка
- Bobby Wood — клавишные
- Mike Chapman — бас-электрогитара
- Milton Sledge — ударные, перкуссия
- другие музыканты
- Триша Йервуд, Pat Alger, Stephanie Davis, Larry Bastian, Victoria Shaw, Tony Arata, Allen Reynolds, Jim Rooney, Christ Church Choir, Donna McElroy, Bob Bailey, Vicki Hampton, Howard Smith, Yvonne Hodges, Johnny Cobb, Jana King, Dennis Wilson, Emily Harris, Gary Chapman, Donna Morris — бэк-вокал

## Позиции в чартах
Альбом Beyond the Season достиг второго места в американском хит-параде Billboard 200). В кантри-чарте Top Country Albums альбом также был № 2. В ноябре 1995 года альбом Beyond the Season был сертифицирован в 3-кратном платиновом статусе RIAA.
| Чарты (1992)                      | Высшая позиция |
| --------------------------------- | -------------- |
| Canadian RPM Top Albums           | 20             |
| Canadian RPM Country Albums       | 3              |
| U.S. Billboard 200                | 2              |
| U.S. Billboard Top Country Albums | 2              |

| Страна | Продавец | Сертификации | Продажи   |
| ------ | -------- | ------------ | --------- |
| Канада | CRIA     | 2 x Platinum | 200,000   |
| США    | RIAA     | 3 x Platinum | 3,000,000 |

### Синглы
| Год  | Сингл                           | Высшая позиция в чартах |
| Год  | Сингл                           | US Country              |
| ---- | ------------------------------- | ----------------------- |
| 1998 | «Santa Looked a Lot Like Daddy» | 41                      |
| 1999 | «Go Tell it on the Mountain»    | 72                      |
| 2000 | «White Christmas»               | 65                      |
| 2000 | «God Rest Ye Merry Gentlemen»   | 69                      |